# 恋愛CHU! -彼女のヒミツはオトコのコ?-
『恋愛CHU! -彼女のヒミツはオトコのコ?-』（れんあいちゅう かのじょのヒミツはオトコのコ）は2001年3月23日にSAGA PLANETSより発売された18禁恋愛アドベンチャーゲームである。
同年8月31日には全年齢対象のファンディスク『もっとLOVEちゅ!』も発売されている。また、2003年11月27日にGN SoftwareよりCEROレーティング18才以上対象のドリームキャスト版『恋愛CHU! ハッピーパーフェクト』も発売された。また、2005年3月25日に発売された『ウソツキは天使のはじまり』の限定版に本編と『もっとLOVEちゅ!』のXP対応版が同梱されている。
作品と同名の主題歌「恋愛CHU!」のインパクトが強く、DC版公式サイトでも「伝説となった主題歌」と謳われている。『もっとLOVEちゅ!』に2種類のパラパラ風リミックスが収録されており、さらに原曲も含めた3バージョンについて、それぞれ曲の途中で入る台詞の声が異なる2種類のバージョンが存在する。これに2003年11月27日に発売されたCD『SHORT CIRCUIT』に収録されたリミックスバージョン（ボーカル:KOTOKO TO 詩月カオリ）を含めて7種類のバージョンが存在する。

## ストーリー
全寮制、男女交際厳禁という厳しい校則のある学園に通っている主人公。そんな彼にはNANAというメールフレンドがいる。彼としては会いたいのは山々だが、校則のせいで会うこともままならずにいた。
そんなある日、寮の同室に転入生がやって来るという話が持ち上がったが、なんとその転入生は男装したNANAこと神崎七海だった。
正体バレたら即退学の同居生活、はたしてどうなることやら……。

## 登場人物

### メインヒロイン
神崎七海（かんざき ななみ）
主人公のメールフレンド"NANA"。主人公に会うために双子の弟"七瀬"を名乗って転校してくる。
佐伯美月 （さえき みづき）
面倒見のいい幼なじみ。主人公を新聞部へ勧誘しようとしている。
須藤澪（すどう れい）
冷静沈着、容姿端麗な優等生。寂しがりや。
月島花梨（つきしま かりん）
子供っぽいところもある、明るい少女。

### サブヒロイン
月島野花（つきしま ののか）
花梨の姉。優しい性格のため妹にも慕われている。
樋口若菜（ひぐち わかな）
美月の友人。園芸部に所属している。
ライム・リーガン
在日アメリカ人の少女。ただし、日本育ちなので英語は苦手。
仁科弥生（にしな やよい）
主人公のクラス担任。大人っぽい雰囲気を持つ男子生徒の憧れ。

### その他の登場人物
川崎太陽（かわさき たいよう）
主人公の親友。典型的な体育会系の男。
伊集院光（いじゅういん ひかる）
美形の御曹司。主人公の友人の一人。
寮のおばちゃん
主人公らが寄宿する学園の男子寮の寮母。割烹着に三角巾、ビン底眼鏡をかけており、女性らしさを全く感じさせない。

## 反響
店頭デモによる販促展開、電波系テーマソング、愛くるしいCGといった要素で一世を風靡し、30000本を売り上げた。

## 関連商品

### もっとLOVEちゅ! 〜恋愛CHU!ファンディスク〜
2001年8月31日に本作のファンディスク『もっとLOVEちゅ!』が発売された。なお、原作ゲームは18禁であるが本ファンディスクは非18禁である。
本作に収録されているのは以下の通り。
ビジュアルショートノベル
本編の七海・美月・澪・花梨エンド後の後日談が収録されている。なお、七海編は彼女から手紙が届いたところから始まっているが、本作にはその手紙も同梱されている。なお、ドリームキャスト版にもクリアしたヒロインの後日談が出現するという形で収録されている(七海編用の手紙同梱という点も同じ)。
ちゅーちゅータタキ
寮のおばちゃんが船長となり、船で財宝を探しに行く途中で船を荒らすネズミを退治するという内容のモグラ叩きゲーム。本作のネズミは各ヒロインの姿をしており(作中では「ねずちゅー」と呼ばれている)、また偽物としてヒロインそのものが出現することもある。
スイちゅーCDプレイヤー
普通のCDプレイヤーだが、外装をねずちゅーもしくは赤ちゃん風のヒロインから選べる。
パジャマ時計
各ヒロインのパジャマ姿の時計。
スクリーンセーバー
ゲストCGを背景に、赤ちゃん風キャラクターを描いたコースターが飛び交うものと部分拡大エフェクトが入るものが収録されている。
ハッピー☆カムカム 恋愛CHU!アートコレクション
有森つかさのイラスト集。
ハッピー☆カムカム マキシシングル
主題歌のパラパラ風アレンジ2バージョンと、本編ED曲に歌詞をつけた『いっしょにね 〜幸せのある場所〜』を収録。

## スタッフ
- シナリオ:TAMAMI
- 原画:有末つかさ
- 音楽:I've
  - OP:恋愛CHU!
作詞:KOTOKO
作曲:中沢伴行
歌:KOTOKO TO AKI
  - ファンディスク/DC版ED:いっしょにね 〜幸せのある場所〜
作詞:KOTOKO
作曲:中沢伴行
歌:SHIHO